# MDC (Motorola Data Communications)
MDC (Motorola Data Communications) - цифровой низкоскоростной протокол обмена. Передача данных в MDC осуществляется посредством частотной манипуляции сигнала аудиочастоты AFSK (audio frequency shift keying).
MDC сигналлинг был разработан фирмой Motorola специально для использования в системах подвижной радиосвязи. Первоначально существовала разработка со скоростью 600 бод – MDC-600, однако наибольшее распространение получила более совершенная модификация со скоростью 1200 бод - MDC-1200.

## MDC-1200
Наиболее полная спецификация MDC-1200 известна также под брендом Stat-Alert. Протокол отличает высокая степень помехозащищённости, благодаря алгоритму обнаружения и коррекции ошибок, что обеспечивает максимальную вероятность доставки неискажённой информации. Посылки MDC-1200 передаются в виде коротких пакетов по речевому каналу системы радиосвязи.

## Технические характеристики MDC-1200
•	Модуляция: логическая «1» кодируется частотой - 1 200 Гц , «0» - 1 800 Гц.
•	Длина пакета: 173ms - для PTT ID, ACK, EMRG; 266ms - для CallAlert и SelCalls
•	Кросс-кодовые ошибки – не более одной на миллион передач.
•	Ошибки цифрового шумоподавителя – не более одной на 15 минут работы.
•	Адресное пространство: диапазон индивидуальных ID: 0001 - DEEE (1 - 57070), диапазон групповых ID: 000 - EEE (0 - 3822)
Базовый пакет содержит 32 информационных бита: 16 бит – адрес идентификации, 8 бит – определение функции пакета (PTT ID, CallAlert и т.д.), 8 бит – математический контроль ошибок, обеспечивающий возможность коррекции плохих посылок. Радиостанции фирмы Motorola, оснащенные системой MDC-1200, имеют опцию, позволяющую отфильтровывать пакеты данных от принимаемого аудиосигнала. Вместо того, чтобы слышать МSK данные, пользователь слышит короткий «щебет» из динамика каждый раз, когда принимается пакет данных ( эта функция должна быть активирована при программировании радиостанции).
Основная опция для всех систем MDC-1200 - разрешение или запрет автоподтверждения (АСК) принятого пакета данных. Например, после селективного вызова вызванная радиостанция дает автоподтверждение. Эти данные подтверждают, что вызванная радиостанция включена, получила и декодировала запрос. Вызывающее радио подает звуковой сигнал, подтверждающий, что запрос принят адресатом. В автоматизированных системах, с помощью кодера/декодера может быть организован автоматический опрос радиостанций с фиксацией времени получения подтверждения от каждой радиостанции, позволяя, таким образом, вести протокол работы радиосети. Недостаток использования подтверждения на загруженных каналах - то, что занимается больше времени в эфире: поскольку подтверждение занимает столько же времени, сколько и запрос.